# Drimmelen (gemeente)
Drimmelen (uitspraakⓘ) is een gemeente in de Nederlandse provincie Noord-Brabant. De gemeente telt 28.192 inwoners (22 november 2024, bron: CBS). De gemeente Drimmelen grenst in het noordoosten aan gemeente Altena en ligt vlak bij Geertruidenberg en de rivier de Amer. Dichtstbijzijnde grote plaatsen zijn Oosterhout en Breda. De gemeente heeft een totale oppervlakte van 119,20 km², waarvan 22,60 km² water.

## Gemeente
De gemeente Drimmelen ontstond in 1997 door samenvoeging van de gemeentes Made en Drimmelen, Terheijden en Hooge en Lage Zwaluwe. Aanvankelijk heette de gemeente Made, maar in 1998 werd de gemeente hernoemd tot Drimmelen. Het gemeentehuis bevindt zich nog steeds in Made.
De gemeente bevat de volgende kernen:
Dorpen:
- Made
- Drimmelen
- Terheijden
- Wagenberg
- Lage Zwaluwe
- Hooge Zwaluwe

Gehuchten:
- Blauwe Sluis
- Helkant
- Oud-Drimmelen

Buurtschappen:
- Binnen Moerdijk
- Gaete
- Steelhoven
- Plukmade
- Stuivezand

## Topografie
Topografische gemeentekaart van Drimmelen, per september 2022

## Politiek

### Zetelverdeling gemeenteraad
De gemeenteraad van Drimmelen bestaat uit 21 zetels. Hieronder staat de samenstelling van de gemeenteraad sinds 1998:
| Partij                     | 1998 | 2002 | 2006 | 2010   | 2014   | 2018   | 2022   |
| -------------------------- | ---- | ---- | ---- | ------ | ------ | ------ | ------ |
| Lijst Harry Bakker         | -    | 1    | 7    | 6      | 8      | 7      | 5      |
| VVD                        | 5    | 3    | 2    | 4      | 3      | 4      | 5      |
| Combinatie Algemeen Belang | 5    | 6    | 4    | 4      | 4      | 4      | 4      |
| Groen Drimmelen (VP/D66)   | 4    | 3    | 2    | 2      | 3      | 3      | 4      |
| CDA                        | 3    | 3    | 3    | 2      | 2      | 1      | 1      |
| PvdA                       | 2    | 2    | 3    | 2      | 1      | 1      | 1      |
| SAMEN Drimmelen            | -    | -    | -    | -      | -      | -      | 1      |
| Gemeentebelangen           | 1    | 2    | -    | -      | -      | 1      | -      |
| Mayse Partij               | 1    | 1    | -    | -      | -      | -      | -      |
| GroenLinks                 | -    | -    | -    | 1      | -      | -      | -      |
| Totaal                     | 21   | 21   | 21   | 21     | 21     | 21     | 21     |
| Opkomst                    |      |      |      | 54,36% | 53,81% | 55,71% | 53,04% |

### College van B&W
De coalitie voor de raadsperiode 2022-2026 bestaat uit Lijst Harry Bakker, VVD en Groen Drimmelen (VP/D66).

## Verkeer en vervoer
Drimmelen is bereikbaar via de A59 via de aansluitingen 31 (Wagenberg/Terheijden), 32 (Made/Oosterhout-West) en 34 (Geertruidenberg/Raamsdonk(sveer)).

### Openbaar vervoer
Verzorgd door Arriva.
- Streekbus 172: Breda - Terheijden - Wagenberg - Helkant - Hooge Zwaluwe - Lage Zwaluwe
- Streekbus 173: Breda - Terheijden - Wagenberg - Langeweg - Zevenbergen - Klundert - Fijnaart
- Streekbus 174: Made - Geertruidenberg - Raamsdonksveer - Raamsdonk - Waspik - Sprang-Capelle - Waalwijk - Drunen - Wijk en Aalburg
- Streekbus 177: Station Lage Zwaluwe - Haven- en industriegebied Moerdijk
- Bravodirect 374: Made - Wagenberg - Terheijden - Breda - Effen - Rijsbergen - Zundert
- Buurtbus 218: Langeweg - Zevenbergschen Hoek - Lage Zwaluwe - Moerdijk - Zevenbergen
- Buurtbus 224: Drimmelen - Made - Oosterhout
- Schoolbus 682: Wagenberg - Made - Geertruidenberg - Raamsdonksveer - Hank - Nieuwendijk - Andel

## Aangrenzende gemeenten
| Aangrenzende gemeenten | Aangrenzende gemeenten | Aangrenzende gemeenten | Aangrenzende gemeenten | Aangrenzende gemeenten |
| ---------------------- | ---------------------- | ---------------------- | ---------------------- | ---------------------- |
| Dordrecht (ZH)         |                        |                        |                        | Altena                 |
|                        |                        |                        |                        |                        |
| Moerdijk               | Geertruidenberg        |                        |                        |                        |
|                        |                        |                        |                        |                        |
|                        |                        | Breda                  |                        | Oosterhout             |

## Media
- Omroep Drimmelen (radio- en televisiezender, kabelkrant en internet)
- Rondom de Toren (wordt elke twee weken uitgebracht)
- Weekblad 't Carillon

## Monumenten
In de gemeente zijn er een aantal rijksmonumenten en oorlogsmonumenten, zie:
- Lijst van rijksmonumenten in Drimmelen (gemeente)
- Lijst van gemeentelijke monumenten in Drimmelen (gemeente)
- Lijst van gemeentelijke monumenten in Drimmelen (plaats)
- Lijst van oorlogsmonumenten in Drimmelen

## Kunst in de openbare ruimte
In de gemeente Drimmelen zijn diverse beelden, sculpturen en objecten geplaatst in de openbare ruimte, zie:
- Lijst van beelden in Drimmelen